# Argyrolobium muirii
Argyrolobium muirii är en ärtväxtart som beskrevs av Harriet Margaret Louisa Bolus. Argyrolobium muirii ingår i släktet Argyrolobium och familjen ärtväxter. Inga underarter finns listade i Catalogue of Life.